# Вулиця Ковпака (Київ)
Ву́лиця Ковпака́ — вулиця в Голосіївському та Печерському районах міста Києва, місцевості Нова Забудова, Саперне поле. Пролягає від вулиці Саперне Поле до вулиці Казимира Малевича.
Прилучаються вулиці Василя Тютюнника, Предславинська, Велика Васильківська і Антоновича.

## Історія
Вулиця виникла в 30-ті роки XIX століття і мала назву Боло́тна (через заболоченість місцевості поблизу р. Либідь, до якої простягається вулиця).
З 1901 року — Митрофа́нівська (від Митрофанівського вівтаря Володимирської церкви, що була розташована поряд).
Сучасна назва — з 1968 року, на честь С. А. Ковпака (1887–1967), державного діяча, генерал-майора, двічі Героя Радянського Союзу, одного з керівників радянського партизанського руху в Україні під час Другої світової війни, заступника голови Президії Верховної Ради УРСР.

Анотаційна дошка (демонтовано 2016 року)
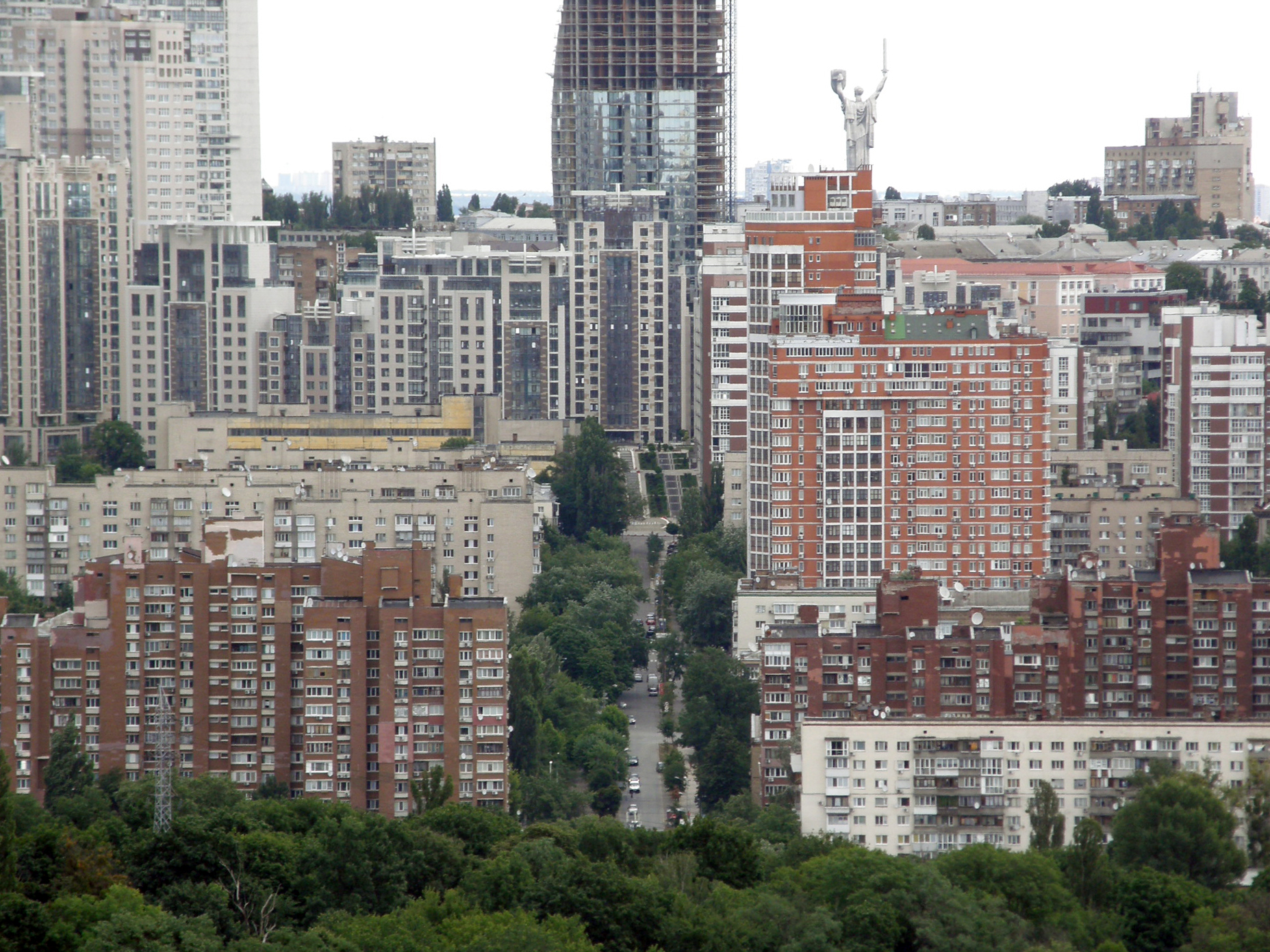
перспектива вулиці

## Установи та заклади
- АТ «ПриватБанк» (буд. № 29)